# Polypodium maculatum
Polypodium maculatum là một loài dương xỉ trong họ Polypodiaceae. Loài này được Spreng. mô tả khoa học đầu tiên năm 1821.
Danh pháp khoa học của loài này chưa được làm sáng tỏ. 